# ジュドゥラン・アヴェスカ
ジュドゥラン・アヴェスカ（Judelin Aveska、1987年10月21日 - ）は、ハイチのサッカー選手。ハイチ代表。ポジションはDF。

## クラブ歴
ハイチのポー＝マルゴーに生まれた。2007年にCAリーベル・プレートに移籍して以降、アルゼンチン国内のクラブを渡り歩いた。

## 代表歴
2007年10月17日に行われたコスタリカ代表戦で代表初出場。その後、2010 FIFAワールドカップ・北中米カリブ海予選、2014 FIFAワールドカップ・北中米カリブ海予選の他、CONCACAFゴールドカップにも出場した。
2011年11月15日に行われた2014 FIFAワールドカップ・北中米カリブ海1次予選・アンティグア・バーブーダ代表戦で代表初得点。